# Polski Kontyngent Wojskowy Wilno
Polski Kontyngent Wojskowy w składzie Sił Sojuszniczych Organizacji Traktatu Północnoatlantyckiego w operacji wsparcia wojskowego Republiki Litewskiej (PKW Wilno) – wydzielony komponent Sił Zbrojnych RP, przeznaczony do ochrony szczytu NATO w Wilnie w 2023 roku.

## Historia
Organizacja szczyt NATO w Wilnie w dniach 11-12 lipca 2023, w trakcie rosyjskiej inwazji na Ukrainę, oznaczała duże wyzwanie dla litewskich instytucji odpowiedzialnych za bezpieczeństwo. Do ochrony delegatów skierowanych zostało ok. 1,5 tys. policjantów z Litwy, Łotwy i Polski oraz ok. 4 tys. żołnierzy, w tym ok. 1 tys. z państw sojuszniczych. Komponent NATO stanowiły systemy obrony powietrznej MIM-104 Patriot i NASAMS oraz siły obrony przed bronią masowego rażenia.
W ramach zacieśniania współpracy wojskowej Polski i Litwy do ochrony szczytu w Wilnie skierowany został Polski Kontyngent Wojskowy Wilno (PKW Wilno). W skład kontyngentu wszedł liczący do 75 osób komponent Wojsk Specjalnych, wsparty dwoma śmigłowcami S-70i Black Hawk, jednym śmigłowcem Mi-17 oraz systemem zwalczania bsp. Zadania kontyngentu objęły ochronę ludności i wybranych obiektów infrastruktury i obronę przestrzeni powietrznej przed bezzałogowymi środkami powietrznymi w dniach od 4 do 17 lipca 2023.
Oprócz kontyngentu wojskowego w operacji zabezpieczeniu szczytu wzięły udział Wojska Obrony Cyberprzestrzeni, wzmacniające sojuszniczą sferę cyberbezpieczeństwa.